# Henrique de Carvalho
Henrique de Carvalho (1843 – 1909) è stato un esploratore portoghese.
Nel 1884 fu l'ultimo grande esploratore scientifico che partì per l'Africa centrale in cerca della mitica sede del potere, la Mussumba, che, si considerava la sede dell'impero più potente, il Muatiânvua. L'obiettivo politico era quello di firmare un patto d'amicizia fra il Portogallo e l'impero Muatiânvua, che permettesse la penetrazione commerciale portoghese. Il trattato fu firmato il 18 gennaio 1887.
Nel 1895 divenne il primo governatore di Lunda.
Scrisse opere di molto pregio sulla colonizzazione, sulla climatologia, sulla meteorologia, sulle lingue, storia ed etnografia. Fu il primo a descrivere la cuifinha una sorta di danza che da alcuni è considerata un'antenata della capoeira.
A Henrique de Carvalho fu intitolata una città dell'Angola, dal 1975 chiamata Saurimo.